# Synnøve Solbakken

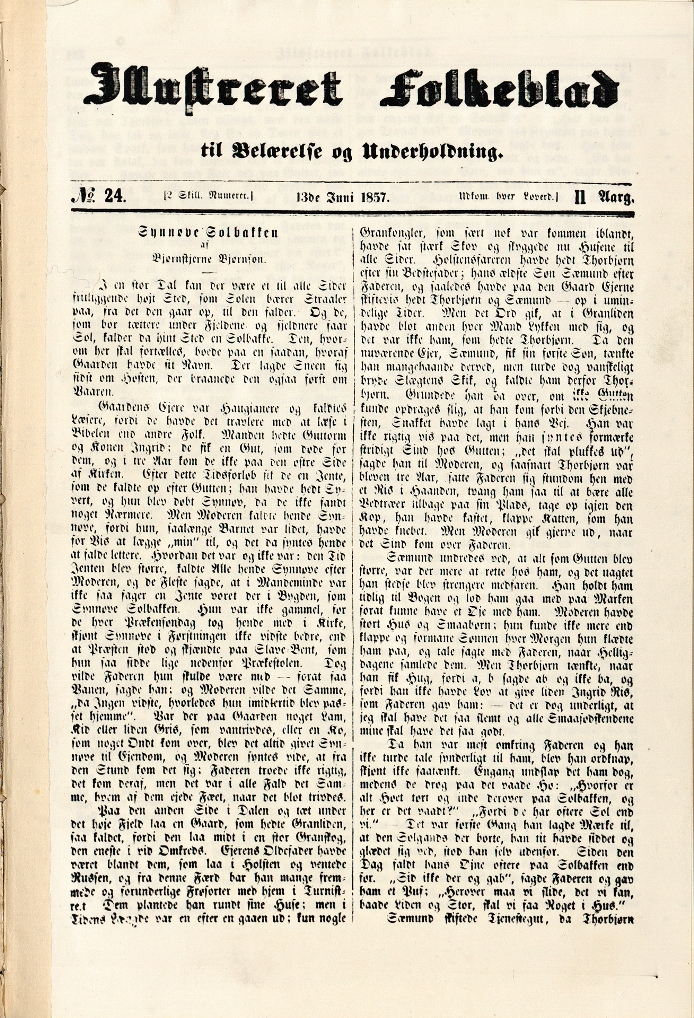
Erstveröffentlichung am 13. Juni 1857 in dem norwegischen Unterhaltungsmagazin Illustriertes Volksblatt

Synnøve Solbakken (norwegisch Synnøve Solbakken) ist eine Erzählung des  norwegischen Nobelpreisträgers für Literatur Bjørnstjerne Bjørnson aus dem Jahr 1857. Otto Lübbert übertrug den Text 1859 ins Deutsche.
Der junge Hitzkopf Thorbjörn Sämundssohn Granlinden freit die wohlachtbare Jungfrau Synnöve Guttormstochter Solbakken.

## Inhalt
Norwegen:  Die Haugianer Guttorm und Karen sind die Besitzer des frei- und hochgelegenen Gutshofes Solbakken – auf Deutsch Sonnenhügel. Die gemeinsame Tochter Synnöv – das einzige Kind – wird von der Mutter Synnöve gerufen. Nicht weit vom Sonnenhügel entfernt im schattigen Tal liegt der Gutshof Granlinden. Dessen Besitzer Sämund und Ingebjörg haben zusammen mehrere Kinder. Deren ältester Sohn heißt Thorbjörn. Synnöve und Thorbjörn gehen in dieselbe Schule, lernen gemeinsam und besuchen sich gelegentlich. Synnöve gefällt aber nicht, dass Thorbjörn gar zu wild ist.
Weil Synnöve die beste Partie in der Gegend ist, sieht es Karen Solbakken gar nicht gern, wie sich Thorbjörn, „dieser abscheuliche Bursche“ aus der kinderreichen Familie Granlinden, weiterhin für die Tochter interessiert. Unbeeindruckt vom kategorischen Werturteil ihrer Mutter teilt Synnöve einen Korb nach dem andern an wohlhabende Bauernsöhne aus.
Thorbjörn ist inzwischen reichlich zwanzig Jahre alt. Synnöve bekommt von Thorbjörn den ersten Kuss.
Als Thorbjörn für seinen Vater den Fuhrmann spielt und das Fuhrwerk unterwegs repariert werden muss, sucht der junge Fuhrmann notgedrungen den nächstgelegenen Gutshof – dieser heißt Nordhaug – auf. Dort ist eine Hochzeitsfeier in vollem Gange. Als sich der junge Knud Nordhaug abfällig über Synnöve äußert, kommt es zwischen den beiden Heißspornen vor Publikum zum Zweikampf. Knud wird von dem starken Gegner niedergeworfen. Thorbjörn wähnt sich als Sieger, wird aber von Knud hinterrücks niedergestochen.
Der Schwerverletzte wird nach Granlinden gebracht, dort ärztlich versorgt und überlebt dank aufopferungsvoller Pflege durch die Seinen. Weil es ihm gesundheitlich schlecht geht, schreibt er an Synnöve; gibt sie frei. Synnöve will davon nichts wissen. Sie geht nachts heimlich hinunter nach Granlinden und sagt zu ihrer Freundin Ingrid – das ist Thorbjörns Schwester: „Bleibt etwas zurück, so will ich ihn pflegen.“
Synnöves Vater Guttorm Solbakken ist für die Verbindung der beiden. Seine Frau Karen sperrt sich immer noch. Thorbjörns Genesung schreitet voran. Er kann seinem Vater Sämund Granlinden bald wieder auf dem Hof helfen.
Sämund Granlinden ist es auch, der den entscheidenden ersten Schritt geht. Unter einem Vorwand marschiert der Vater mit dem Sohn hinauf zum Gutshof der zukünftigen Braut. Sämund kann durch bedacht-beherzte Rede Karen Solbakken umstimmen. Synnöve und Thorbjörn bekommen den elterlichen Segen.

## Verfilmungen
- 1919, Schweden: Über den hohen Bergen[5] Stummfilm von John W. Brunius[6] mit Karin Molander als Synnöve und Lars Hanson als Thorbjörn. Der Drehort lag im  Gudbrandstal.[7]
- 1934, Schweden, Norwegen: Synnöve Solbakken. Schwarzweißfilm von Tancred Ibsen mit Randi Brænne[8] als Synnöve und  Fritiof Billquist[9] als Thorbjörn.[10]
- 1957, Schweden: Dort, wo der Berghof steht. Spielfilm in Farbe von  Gunnar Hellström[11] mit Synnøve Strigen[12] als Synnöve und Bengt Brunskog[13] als Thorbjörn.[14]

## Deutschsprachige Ausgaben
- Synnöve Solbakken. Aus dem Norwegischen von Wilhelm Lange[15]. Philipp Reclam jun., Leipzig um 1871 (RUB Nr. 656)

### Verwendete Ausgabe
- Synnöve Solbakken S. 5–117 in Björnstjerne Björnson. Das Hochzeitslied. Erzählungen. Nach der Ausgabe von Wilhelm Schäfer. Nachwort: Gertrud Eschbach. Hinstorff Verlag Rostock 1962 (249 Seiten, 1. Aufl.)